# Synagoga Pinkusa we Wrocławiu (ul. Lubuska 45)
Synagoga Pinkusa we Wrocławiu – nieistniejąca prywatna synagoga, która znajdowała się we Wrocławiu, przy ulicy Lubuskiej 45.
Synagoga została założona w 1911 roku, z inicjatywy niejakiego Pinkusa. Została przeniesiona z lokalu mieszczącego się przy ulicy Pawłowa 25. 
W 1926 roku synagoga została przeniesiona do nowej siedziby przy ulicy Zielińskiego 84.